# Gesneria brevifolia
Gesneria brevifolia là một loài thực vật có hoa trong họ Tai voi. Loài này được Urb. mô tả khoa học đầu tiên năm 1925.